# 耿淑仪
耿淑仪（983年—1064年），名不详，法讳圆靖，辽圣宗妃嫔，耶律忠亮（耶律宗愿）母。

## 生平
《辽史》中仅记开泰二年（1013年）春正月，耿氏为淑仪，其余资料出于她的墓志铭。耿氏的祖父耿崇美曾任武定军节度使，父亲耿绍忠曾任同州节度使，母亲陈国太夫人耶律氏，为辽北院契丹大王之女。耿氏生于统和元年（983年），二十一岁时选入宫中，成为辽圣宗的妃嫔。生有一子，名耶律忠亮。开泰二年（1013年）春正月，耿氏被封为二品淑仪。
太平十一年（1031年）辽圣宗病逝后，耿氏为圣宗守陵，后出家为尼。清宁九年（1064年），耿氏病逝于上京城内（今内蒙古自治区赤峰市巴林左旗），追赠为寂善大师。
耿淑仪墓位于内蒙古自治区通辽市扎鲁特旗鲁北镇，随葬品已被盗，仅存墓志一方。做为扎鲁特旗重点文物保护单位的墓葬，1996年1月发现耿淑仪墓柏木护壁被盗。2006年9月，以寂善大师墓地名称列入第四批内蒙古自治区文物保护单位。
根据《辽史 第六十四卷 表第二 皇子表》的记载，辽圣宗共有六子。长子辽兴宗耶律宗真和次子耶律重元为钦哀皇后蕭耨斤所生。第三子耶律别古特生母不详，第四子耶律吴哥（汉名耶律宗训）、第五子耶律狗儿为仆隗氏生，第六子耶律侯古为姜氏所生。《辽史 第十六卷 本纪第十六 圣宗七》所记开泰七年五月，“皇子宗真封梁王，宗元永清军节度使，宗简右卫大将军，宗愿左骁卫大将军，宗伟右卫大将军”。可见耶律别古特、耶律吴哥、耶律狗儿、耶律侯古为皇子的契丹名，而耶律宗简、耶律宗愿、耶律宗伟为汉名。根据耶律宗愿墓志铭所载经历，他与耶律侯古应为一人。